# Putte (Belgische gemeente)
Putte is een plaats en gemeente in het zuiden van de Belgische provincie Antwerpen. De gemeente telt ruim 19.000 inwoners, behoort tot het kanton Heist-op-den-Berg en ligt op de overgang van de Mechelse Groentestreek naar de Zuiderkempen.

## Toponymie
De oudste vermelding van het dorp stamt uit het jaar 1008 heette Badfrido. Ook Badfriede of Befferen waren in gebruik. Het gebied maakte vroeger deel uit van het uitgestrekte Waverwoud. Daardoor werd Sint-Niklaas-Waver, afgeleid van de patroonheilige van de gemeente, Sint-Nicolaas, de gangbare naam, zeker vanaf 1265. Deze kende nog de variant Sint-Niklaas-Putte. Omstreeks 1400 werd de naam ingekort tot het huidige "Putte". Over de oorsprong van deze naam is geen zekerheid, er zijn verschillende mogelijke verklaringen. Mogelijk is "Putte" van een familienaam afgeleid.

## Geschiedenis
Putte werd reeds bewoond in de prehistorie en in de Frankische tijd. In 1265 werd Putte, toen nog Sint-Niklaas-Waver, erkend als zelfstandige parochie. Het gebied behoorde tot het Land van Mechelen, onder bestuur van de familie Berthout. In 1296 verkocht Lodewijk II van Berthout het tiendrecht van de parochie aan de Commanderij van Pitzemburg. In de 14e eeuw kwam Putte in bezit van de familie Van Gelre en dan door huwelijk in bezit van ene Jan van Arkel, vervolgens Jan van Wesemael. Omstreeks 1560 was de heerlijkheid aan Petrus van Dale, in 1588 de familie Sterck, in 1606 De Berghes en in 1650 Van der Nath. Daarna kwam het aan ridder Antoon van Broeckhoven die in 1664 verheven werd tot baron. In de 18e eeuw was de heerlijkheid eigendom van de familie Van der Steghen.
Vooral onder het bewind van Maria Theresia (18e eeuw) werden de woeste gronden intensief ontgonnen.

## Geografie

### Topografie
- In de Putse deelgemeente Beerzel ligt de Beerzelberg (51,60 m), het hoogste punt van de provincie Antwerpen.

### Deelgemeenten
| # | Naam    | Opp. (km²) | Inwoners (2020) | Inwoners per km² | NIS-code |
| - | ------- | ---------- | --------------- | ---------------- | -------- |
| 1 | Putte   | 27,35      | 11.755          | 430              | 12029A   |
| 2 | Beerzel | 7,81       | 6.170           | 790              | 12029B   |

### Kernen
In de gemeente ligt naast Putte zelf nog de deelgemeente Beerzel. In deelgemeente Putte liggen ten zuiden van het centrum nog de gehuchten Grasheide en Peulis.

## Bezienswaardigheden
- De Sint-Niklaaskerk
- De Stenen Molen
- Het Oude gemeentehuis

## Natuur en landschap
Putte ligt op een hoogte van 10-27,5 meter. Het hoogste punt is Ixenheuvel.

## Demografie

### Demografische ontwikkeling voor de fusie
- Bronnen:NIS, Opm:1806 tot en met 1970=volkstellingen; 1976 = inwoneraantal op 31 december

### Demografische ontwikkeling van de fusiegemeente
Alle historische gegevens hebben betrekking op de huidige gemeente, inclusief deelgemeenten, zoals ontstaan na de fusie van 1 januari 1977.
- Bronnen:NIS, Opm:1806 tot en met 1981=volkstellingen; 1990 en later= inwonertal op 1 januari

| Inwoners van jaar tot jaar op 1 januari 1992 tot heden | Inwoners van jaar tot jaar op 1 januari 1992 tot heden | Inwoners van jaar tot jaar op 1 januari 1992 tot heden |
| jaar                                                   | Aantal                                                 | Evolutie: 1992=index 100                               |
| ------------------------------------------------------ | ------------------------------------------------------ | ------------------------------------------------------ |
| 1992                                                   | 14.787                                                 | 100,0                                                  |
| 1993                                                   | 14.841                                                 | 100,4                                                  |
| 1994                                                   | 14.907                                                 | 100,8                                                  |
| 1995                                                   | 15.102                                                 | 102,1                                                  |
| 1996                                                   | 14.992                                                 | 101,4                                                  |
| 1997                                                   | 15.046                                                 | 101,8                                                  |
| 1998                                                   | 15.136                                                 | 102,4                                                  |
| 1999                                                   | 15.333                                                 | 103,7                                                  |
| 2000                                                   | 15.394                                                 | 104,1                                                  |
| 2001                                                   | 15.389                                                 | 104,1                                                  |
| 2002                                                   | 15.459                                                 | 104,5                                                  |
| 2003                                                   | 15.399                                                 | 104,1                                                  |
| 2004                                                   | 15.493                                                 | 104,8                                                  |
| 2005                                                   | 15.474                                                 | 104,6                                                  |
| 2006                                                   | 15.690                                                 | 106,1                                                  |
| 2007                                                   | 15.813                                                 | 106,9                                                  |
| 2008                                                   | 15.906                                                 | 107,6                                                  |
| 2009                                                   | 16.138                                                 | 109,1                                                  |
| 2010                                                   | 16.352                                                 | 110,6                                                  |
| 2011                                                   | 16.557                                                 | 112,0                                                  |
| 2012                                                   | 16.726                                                 | 113,1                                                  |
| 2013                                                   | 16.896                                                 | 114,3                                                  |
| 2014                                                   | 17.133                                                 | 115,9                                                  |
| 2015                                                   | 17.195                                                 | 116,3                                                  |
| 2016                                                   | 17.227                                                 | 116,5                                                  |
| 2017                                                   | 17.379                                                 | 117,5                                                  |
| 2018                                                   | 17.584                                                 | 118,9                                                  |
| 2019                                                   | 17.800                                                 | 120,4                                                  |
| 2020                                                   | 17.927                                                 | 121,2                                                  |
| 2021                                                   | 18.109                                                 | 122,5                                                  |
| 2022                                                   | 18.392                                                 | 124,4                                                  |
| 2023                                                   | 18.631                                                 | 126,0                                                  |
| 2024                                                   | 18.914                                                 | 127,9                                                  |
| 2025                                                   | 19.091                                                 | 129,1                                                  |

## Politiek

### Structuur
De gemeente Putte maakt deel uit van het kieskanton Heist-op-den-Berg, gelegen in het provinciedistrict Lier, het kiesarrondissement Mechelen-Turnhout en ten slotte de kieskring Antwerpen.
| Putte            | Putte            | Supranationaal         | Nationaal                         | Nationaal           | Gemeenschap         | Gewest              | Provincie           | Arrondissement    | Provinciedistrict | Kanton            | Gemeente        |
| ---------------- | ---------------- | ---------------------- | --------------------------------- | ------------------- | ------------------- | ------------------- | ------------------- | ----------------- | ----------------- | ----------------- | --------------- |
| Administratief   | Niveau           | Europese Unie          | België                            | België              | Vlaanderen          | Vlaanderen          | Antwerpen           | Mechelen          | Mechelen          | Mechelen          | Putte           |
| Administratief   | Bestuur          | Europese Commissie     | Belgische regering                | Belgische regering  | Vlaamse regering    | Vlaamse regering    | Deputatie           | Deputatie         | Deputatie         | Deputatie         | Gemeentebestuur |
| Administratief   | Raad             | Europees Parlement     | Kamer van volksvertegenwoordigers | Vlaams Parlement    | Vlaams Parlement    | Vlaams Parlement    | Provincieraad       | Provincieraad     | Provincieraad     | Provincieraad     | Gemeenteraad    |
| Kiesomschrijving | Kiesomschrijving | Nederlands Kiescollege | Kieskring Antwerpen               | Kieskring Antwerpen | Kieskring Antwerpen | Kieskring Antwerpen | Kieskring Antwerpen | Mechelen-Turnhout | Lier              | Heist-op-den-Berg | Putte           |
| Verkiezing       | Verkiezing       | Europese               | Federale                          | Federale            | Vlaamse             | Vlaamse             | Provincieraads-     | Provincieraads-   | Provincieraads-   | Provincieraads-   | Gemeenteraads-  |

### Geschiedenis

#### (Voormalige) burgemeesters
| Tijdspanne | Tijdspanne                            | Burgemeester                                                                                   |
| ---------- | ------------------------------------- | ---------------------------------------------------------------------------------------------- |
|            | jaar 9 van de Franse Republiek - 1807 | Jean Baptiste Janssens                                                                         |
|            | 1808 - februari 1811                  | dhr. Pierre Bosmans                                                                            |
|            | 1811 - 1818                           | Jean de Perceval (LP, liet zich vaak vervangen door 'maire-adjunct' Jan Baptist Van der Vucht) |
|            | 1830-1846                             | Joseph Naveau                                                                                  |
|            | 1946-1848                             | Herman Frans                                                                                   |
|            | 1848-1867                             | Egidius De Preter                                                                              |
|            | 1867-1870                             | Franciscus Van den Venne                                                                       |
|            | 1870 - 1884                           | Petrus Josephus Bogaerts                                                                       |
|            | 1885 - 1900                           | Carolus Reypens                                                                                |
|            | 1900-1902                             | Joseph Van der Auwera                                                                          |
|            | 1902-1916                             | Theodoor Van der Auwera                                                                        |
|            | 1916-1921                             | Romain Laenen (waarnemend)                                                                     |
|            | 1921-1926                             | Karel Bogaerts                                                                                 |
|            | 1927-1931                             | Louis Mertens                                                                                  |
|            | 1932 - 1938                           | Alfons Rappoort                                                                                |
|            | 1939 - 1941                           | Karel Bogaerts                                                                                 |
|            | 1941 - 1944                           | Prosper Borré                                                                                  |
|            | 1944-1947                             | Karel Bogaerts                                                                                 |
|            | 1947 - 1956                           | Laura Van der Borght                                                                           |
|            | 1956 - 1970                           | Raymond Van Gorp                                                                               |
|            | 1971 - 1974                           | Vic Van Eetvelt (CVP)                                                                          |
|            | 1974 - 1994                           | Georges Jennen (CVP)                                                                           |
|            | 1995 - 2000                           | Roger Janssens (CVP)                                                                           |
|            | 2001 - 2012                           | Peter Gysbrechts (VLD / Open Vld)                                                              |
|            | 2013 - 2015                           | Chris(tiane) De Veuster (CD&V)                                                                 |
|            | 2015 - 2024                           | Peter Gysbrechts (Open Vld)                                                                    |
|            | 2024 - heden                          | Glenn Smets (CD&V)                                                                             |

#### Legislatuur 2013–2018
Burgemeester was Peter Gysbrechts. Hij leidt sinds 2015 een coalitie bestaande uit Open Vld en N-VA. Samen vormen ze de meerderheid met 14 op 25 zetels.
Aanvankelijk bestond de meerderheid uit CD&V en N-VA, met CD&V'ster Christiane De Veuster als burgemeester, maar in 2014 kwamen er strubbelingen in deze meerderheid. Op 9 mei 2014 werd een extra gemeenteraad bijeengeroepen door oppositiepartij Open Vld. Door het opstappen van een schepen op die dag en van een gemeenteraadslid vorig jaar, viel de meerderheid. Op deze gemeenteraad werd de onbestuurbaarheid vastgesteld. Voormalige meerderheidspartij N-VA besloot om een nieuwe coalitie te vormen met Open Vld en dit als oplossing aan te dienen bij gouverneur Cathy Berx van de provincie Antwerpen die de opdracht kreeg een bemiddeling te starten in de gemeente. Deze bemiddeling is niet gelukt.
Op 21 juli 2014 werd op een nieuwe, extra gemeenteraad kennisgenomen van de mislukking. Er werd gestemd om een nieuw gemeentebestuur vanaf 1 augustus 2014 te installeren. CD&V diende echter een klacht in tegen de beslissing van 21 juli en eveneens tegen de beslissing van 9 mei bij de Raad van State. De Raad van State verwierp de onbestuurbaarheid. In januari 2015 werd nogmaals de onbestuurbaarheid uitgesproken, maar ook dat werd tegengehouden door de Raad van State. In juni 2015 volgde een nieuwe poging, die wel slaagde. In juni 2015 werd een nieuw schepencollege gevormd met partijen Open Vld en N-VA. In juli legde de burgemeester dan de eed af.

#### Legislatuur 2019-2024
Burgemeester was Peter Gysbrechts (Lijst Burgemeester). Hij leidde een coalitie bestaande uit de liberale Lijst Burgemeester en N-VA, die beschikte over een meerderheid van 14 op 25 zetels.

#### Legislatuur 2024-2030
Burgemeester is Glenn Smets (CD&V). Hij ging een coalitie leiden bestaande uit CD&V, de dorpslijst De Ploeg en N-VA, die een meerderheid heeft van 15 op 25 zetels.

### Resultaten gemeenteraadsverkiezingen sinds 1976
| Partij of kartel     | Partij of kartel                                                             | 10-10-1976 | 10-10-1976 | 10-10-1982 | 10-10-1982 | 9-10-1988 | 9-10-1988 | 9-10-1994 | 9-10-1994 | 8-10-2000 | 8-10-2000 | 8-10-2006 | 8-10-2006 | 14-10-2012 | 14-10-2012 | 14-10-2018 | 14-10-2018 | 13-10-2024 | 13-10-2024 |
| Stemmen / Zetels     | Stemmen / Zetels                                                             | %          | 23         | %          | 23         | %         | 23        | %         | 23        | %         | 25        | %         | 25        | %          | 25         | %          | 25         | %          | 25         |
| -------------------- | ---------------------------------------------------------------------------- | ---------- | ---------- | ---------- | ---------- | --------- | --------- | --------- | --------- | --------- | --------- | --------- | --------- | ---------- | ---------- | ---------- | ---------- | ---------- | ---------- |
|                      | VU1 / CD&V+N-VAA / N-VA2                                                     | -          |            | 5,261      | 0          | 2,781     | 0         | -         |           | -         |           | 43,73A    | 12        | 17,422     | 4          | 13,82      | 3          | 9,12       | 2          |
|                      | CVP1 / CD&V+N-VAA / CD&V2 / CD&V-Groen PutteC                                | 50,041     | 12         | 49,691     | 14         | 49,951    | 14        | 50,541    | 13        | 37,361    | 11        | 43,73A    | 12        | 36,152     | 10(°)      | 37,8C      | 11         | 35,92      | 11         |
|                      | GROEN1/ Agalev2/ sp.a-Groen!B/ Groen3/ CD&V-Groen PutteC / Groen-Open PutteD | -          |            | 5,161      | 0          | 5,832     | 0         | 7,162     | 1         | 4,622     | 0         | 6,81B     | 1         | 6,983      | 1          | 37,8C      | 11         | 3,5D       | 0          |
|                      | SP1/ sp.a-Groen!B/ sp.a2/ Open Putte3 / Groen-Open PutteD                    | 14,541     | 3          | 12,641     | 2          | 11,371    | 2         | 8,781     | 1         | 7,711     | 1         | 6,81B     | 1         | 4,462      | 0          | 4,93       | 0          | 3,5D       | 0          |
|                      | GB761/ GB2/ PVV3/ VLD4/ Lijst Burgemeester5                                  | 35,421     | 8          | 27,252     | 7          | 29,773    | 7         | 33,524    | 8         | 38,034    | 11        | 38,554    | 10        | 34,995     | 10(°°)     | 39,85      | 11         | 29,35      | 8          |
|                      | Vlaams Belang                                                                | -          |            | -          |            | -         |           | -         |           | -         |           | -         |           | -          |            | -          |            | 10,8       | 2          |
|                      | De Ploeg                                                                     | -          |            | -          |            | -         |           | -         |           | -         |           | -         |           | -          |            | -          |            | 10,4       | 2          |
|                      | O.K.                                                                         | -          |            | -          |            | -         |           | -         |           | 10,24     | 2         | 10,92     | 2         | -          |            | -          |            | -          |            |
|                      | Anderen(*)                                                                   | -          |            | -          |            | 0,30      | 0         | -         |           | 2,03      | 0         | -         |           | -          |            | 3,8        | 0          | 0,9        | 0          |
| Totaal stemmen       | Totaal stemmen                                                               | 9899       | 9899       | 10586      | 10586      | 11175     | 11175     | 11450     | 11450     | 11666     | 11666     | 12082     | 12082     | 12602      | 12602      | 13094      | 13094      |            |            |
| Opkomst %            | Opkomst %                                                                    |            |            |            |            | 97,31     | 97,31     | 95,91     | 95,91     | 94,77     | 94,77     | 95,13     | 95,13     | 93,24      | 93,24      | 93,3       | 93,3       |            |            |
| Blanco en ongeldig % | Blanco en ongeldig %                                                         | 2,88       | 2,88       | 3,57       | 3,57       | 3,79      | 3,79      | 4,67      | 4,67      | 4,53      | 4,53      | 4,77      | 4,77      | 4,02       | 4,02       | 5,4        | 5,4        |            |            |

De zetels van de gevormde coalitie staan vetjes afgedrukt. De grootste partij is in kleur.

(*) 1988: SAP-KP (0,30%) / 2000: W.O.W. (2,03%) / 2018: VIA-Putte (3,8%) / 2024: Peter De Vooght (0,9%)

## Cultuur

### Tentoonstellingen
- De Putse heemkundige kring vzw "Het Molenijzer" oogstte in 2006 internationale faam met zijn tentoonstelling "'T zit goed, 't is ondergoed". In deze lingerietentoonstelling werden een 150-tal stuks uit een collectie van ruim 500 hemden, broeken, bh's, korsetten en onderkleden tentoongesteld. Jaarlijks wordt een tentoonstelling georganiseerd die een deel van de collectie onder de aandacht brengt.

### Muziek
Putte heeft 4 fanfares.
- De Koninklijke Fanfare 'Sint-Niklaas' is gesticht in 1818 en is een van de oudste fanfares van de provincie Antwerpen.Ze vierden in 2018 hun 200-jarig bestaan. Ze hebben een lokaal aan de Mechelbaan achter de brandweerkazerne.
- De Koninklijke Fanfare 'Trouw in Deugd' is gesticht in 1847 en heeft haar lokaal in zaal 'De Wildeman' in het centrum van Putte.
- De Koninklijke Fanfare 'De Gouden Lier' uit Beerzel werd opgericht in 1927 en heeft haar lokaal in 'Feestzaal Kennedy'
- De Koninklijke Fanfare 'Deugd Verheft' uit Grasheide is gesticht in 1910 en vierde in 2010 haar 100-jarig jubileum tijdens 5-daagse festiviteiten. Deze fanfare heeft een lokaal in het centrum van Grasheide in de Mr Van der Borghtstraat.

### Streekproducten
Net zoals vele steden heeft ook Putte zijn streekgebak: het Putse Ridderke. Dit is een rond, gevuld koekje met bovenop een laag chocolade. In de chocolade staat de beeltenis van een ridder en in de rand zijn de benaming 'De Putse Ridder' en drie molenijzers terug te vinden. De ridder verwijst naar de historische band met de Ridders van Pitsemburg en de molenijzers zijn afkomstig van het wapenschild.
Het juiste recept wordt strikt geheimgehouden door de officiële leverancier, bakkerij Het Broodhuys.

### Carnaval
Putte kent sinds 1977 een carnavalsviering, georganiseerd door de gilde der verbrande Puttenaars. Elk jaar organiseert men, het weekend voor Pasen, de drie dolle dagen van Putte. Op vrijdag is er een receptie en een kroegentocht, op zaterdag een prinsenbal en op zondag een mis en een Carnavalsstoet. In 2019 is deze voor de laatste keer georganiseerd.

## Sport
- Van 2004 t/m 2008 en in 2011 was Putte aankomstgemeente van de eindrit van de Ronde van België.
- Putte was in 2007 de aankomstgemeente van een rit in de Eneco Tour, een rittenkoers op ProTour niveau.
- Voetbalclub KFC Putte is aangesloten bij de KBVB. De club speelde in de jaren 70 en begin jaren 90 in de Belgische nationale bevorderingsreeksen.
- Putte beschikt ook over een korfbalclub, namelijk Putse Korfbal Club, gelegen aan de Tinstraat. Deze is aangesloten bij de Koninklijke Belgische Korfbalbond(KBKB) en speelt sinds enkele jaren op het hoogste niveau van de nationale korfbal. Op het veld spelen ze in Promoleague. In zaal spelen ze in de Topleague.
- In 2016 vond het eerste na-tour criterium van Putte Plaats.
- In 1981 werd het nationaal kampioenschap beroepsrenners georganiseerd door de vereniging van Putse Wielerclubs die alle bestaande wielerclubs uit Putte en Beerzel omvatte. Kampioen werd Roger De Vlaemninck die solo finishte.

## Trivia
Van in de jaren 60 tot begin jaren 90 van de 20e eeuw was Putte een uitgaanscentrum, met onder meer de dancings Den Dok, De Drive-inn, De Tower, De LP, en Dancing De Toekomst.

## Bekende inwoners
- Yoni Buyens (1988), voetballer (Putte)
- Peter Croes (1984), triatlon-atleet (Beerzel)
- Jules Croonen (1904-19??), politicus
- Jef Delen (1976), voetballer (Beerzel)
- Jean de Perceval (1786-1842), burgemeester van Putte (1811-1818).
- Tess Gaerthé (1991), deelneemster Junior Eurovisiesongfestival 2005
- Felix Moris (1892-1960), kunstschilder. Hij werd geboren in Putte op 8 augustus 1892. Daar bleef hij wonen tot hij naar Frankrijk trok, zijn meisje -Marguerite Verez- achterna.
- Alice Nahon (1896-1933), dichteres. Zij woonde officieel in Putte van 18 november 1909 tot einde 1910, maar bracht er ook vaak haar vakanties door.
- Faroek Özgünes (1963), nieuwsanker VTM
- Jill Peeters (1975), weervrouw VTM (Grasheide)
- Nora Tilley (1952-2019), actrice (Peulis)
- Chris Van Tongelen (1968), acteur & zanger (Putte)
- Evert Verbist (1984), wielrenner (Putte)
- Eric Wauters (1951-1999), ruiter (Peulis)
- Ronny Waterschoot (1946), acteur (Grasheide)
- Jozef Weyns (1913-1974), bezieler en eerste conservator Openluchtmuseum Bokrijk
- Ludwig Wijnants  (1956) voormalig wielrenner. (Putte)
- Walter Baele (1964), acteur (Beerzel)

## Nabijgelegen kernen
Onze-Lieve-Vrouw-Waver, Peulis, Keerbergen, Grasheide, Beerzel, Berlaar-Heikant, Koningshooikt